# Hôtel Bonvalot
Pour les articles homonymes, voir Bonvalot.
L'hôtel Bonvalot (ou Maison des chanoines) est un hôtel particulier, protégé au titre des monuments historiques, situé à Besançon dans le département du Doubs.

## Localisation
L'édifice est situé dans la rue du cingle, derrière le château d'eau de la source d'Arcier dans le secteur de La Boucle de Besançon.

## Histoire
Entre 1538 et 1544, l'édifice fut construit et destiné à François Bonvalot,.
En 1827, la propriété échoit à la communauté des Sœurs de la Sainte-Famille qui font les transformations nécessaires pour le transformer en pensionnat de jeunes filles.
La façade et le cloître (4 rue du Cingle) font l’objet d’une inscription au titre des monuments historiques depuis le 8 juin 1926.
La façade et la couverture d'un bâtiment en recul accolé (6 rue du Cingle) font l’objet d’une inscription au titre des monuments historiques depuis le 13 janvier 1938.
Actuellement, les bâtiments servent de couvent pour la congrégation des Sœurs de la Sainte Famille

## Architecture
L'édifice est l'exemple type de la demeure d'un grand seigneur ecclésiastique au XVIe siècle à Besançon.